# Ahmad Madania
Ahmad Madania (in arabo أحمد مدنية‎?; Laodicea, 1º gennaio 1990) è un calciatore siriano, portiere dell'Al Jaish e della nazionale siriana.

## Carriera

### Club
Il 19 maggio 2014 ha segnato una rete con la maglia dell'Al Jaish in occasione dell'incontro di Prima Divisione Siria perso 2-1 contro l'Hottin

### Nazionale
Con la nazionale siriana ha preso parte alla Coppa d'Asia 2019 ed alla Coppa d'Asia 2023.